# HEAVEN (GRANRODEO單曲)
《HEAVEN》是2007年5月23日Lantis旗下的搖滾團體GRANRODEO發售的第五張單曲。

## 解說
- 日本動畫『鋼鐵神吉克』的片尾曲。
- 重錄版本的HEAVEN被收錄在GRANRODEO的第二張專輯Instinct裡。

## 收錄曲
1. HEAVEN
  - 作詞：谷山紀章／作曲・編曲：飯塚昌明
2. Soul Crazy
  - 作詞：谷山紀章／作曲・編曲：飯塚昌明
3. HEAVEN (off vocal)
4. Soul Crazy (off vocal)